# Pertheville-Ners
Pertheville-Ners est une commune française située dans le département du Calvados en région Normandie, peuplée de 236 habitants.

## Géographie
La commune de Pertheville-Ners est située dans la plaine de Trun, le bourg étant à l'écart des routes départementales, néanmoins proche de la D 63, route Falaise - Trun. Au sud, elle est accrochée au bois de Saint-André et le reste de la commune présente un paysage de champs cultivés compris entre deux ruisseaux : le Traîne-Feuilles à l'ouest et la Gronde à l'est.
| Fresné-la-Mère | Fresné-la-Mère   | Beaumais |
| Fresné-la-Mère | Pertheville-Ners | Crocy    |
| La Hoguette    | Vignats          | Fourches |

### Hydrographie
La commune est située dans le bassin Seine-Normandie. Elle est drainée par la Gronde, le Traine-Feuilles, le ruisseau des Monceaux, le fossé 05 du Manoir, le fossé 01 de Ners et le fossé 01 de la Roche,,.

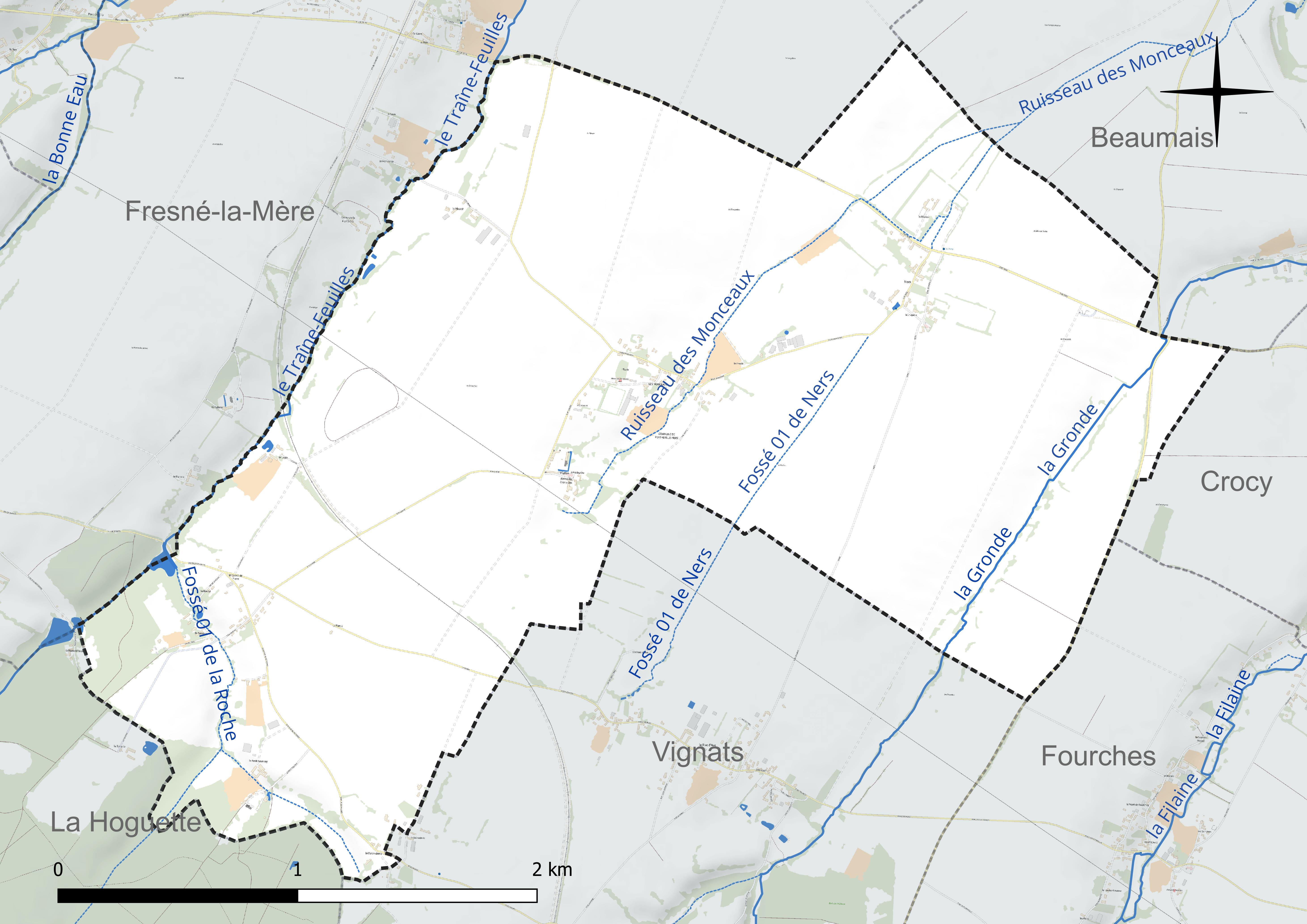
Réseau hydrographique de Pertheville-Ners.

Un plan d'eau complète le réseau hydrographique : l'étang de la Roche, d'une superficie totale de 0,7 ha (0,5 ha sur la commune),.

### Climat
Pour des articles plus généraux, voir Climat de la Normandie et Climat du Calvados.
En 2010, le climat de la commune est de type climat océanique dégradé des plaines du Centre et du Nord, selon une étude du CNRS s'appuyant sur une série de données couvrant la période 1971-2000. En 2020, Météo-France publie une typologie des climats de la France métropolitaine dans laquelle la commune est exposée à un climat océanique et est dans la région climatique Normandie (Cotentin, Orne), caractérisée par une pluviométrie relativement élevée (850 mm/a) et un été frais (15,5 °C) et venté. Parallèlement le GIEC normand, un groupe régional d'experts sur le climat, différencie quant à lui, dans une étude de 2020, trois grands types de climats pour la région Normandie, nuancés à une échelle plus fine par les facteurs géographiques locaux. La commune est, selon ce zonage, exposée à un « climat des plateaux abrités », correspondant à la plaine agricole de Caen à Falaise, sous le vent des collines de Normandie et proche de la mer, se caractérisant par une pluviométrie et des contraintes thermiques modérées.
Pour la période 1971-2000, la température annuelle moyenne est de 10,5 °C, avec  une amplitude thermique annuelle de 12,7 °C. Le cumul annuel moyen de précipitations est de 715 mm, avec 11,3 jours de précipitations en janvier et 7,6 jours en juillet. Pour la période 1991-2020, la température moyenne annuelle observée sur la station météorologique la plus proche, située sur la commune de Damblainville à 4 km à vol d'oiseau, est de 11,6 °C et le cumul annuel moyen de précipitations est de 716,8 mm,. Pour l'avenir, les paramètres climatiques de la commune estimés pour 2050 selon différents scénarios d'émission de gaz à effet de serre sont consultables sur un site dédié publié par Météo-France en novembre 2022.

## Urbanisme

### Typologie
Au 1er janvier 2024, Pertheville-Ners est catégorisée commune rurale à habitat très dispersé, selon la nouvelle grille communale de densité à 7 niveaux définie par l'Insee en 2022.
Elle est située hors unité urbaine et hors attraction des villes,.

### Occupation des sols
L'occupation des sols de la commune, telle qu'elle ressort de la base de données européenne d'occupation biophysique des sols Corine Land Cover (CLC), est marquée par l'importance des territoires agricoles (97 % en 2018), une proportion identique à celle de 1990 (97 %). La répartition détaillée en 2018 est la suivante : 
terres arables (75 %), prairies (16,4 %), zones agricoles hétérogènes (5,6 %), forêts (3 %). L'évolution de l'occupation des sols de la commune et de ses infrastructures peut être observée sur les différentes représentations cartographiques du territoire : la carte de Cassini (XVIIIe siècle), la carte d'état-major (1820-1866) et les cartes ou photos aériennes de l'IGN pour la période actuelle (1950 à aujourd'hui).

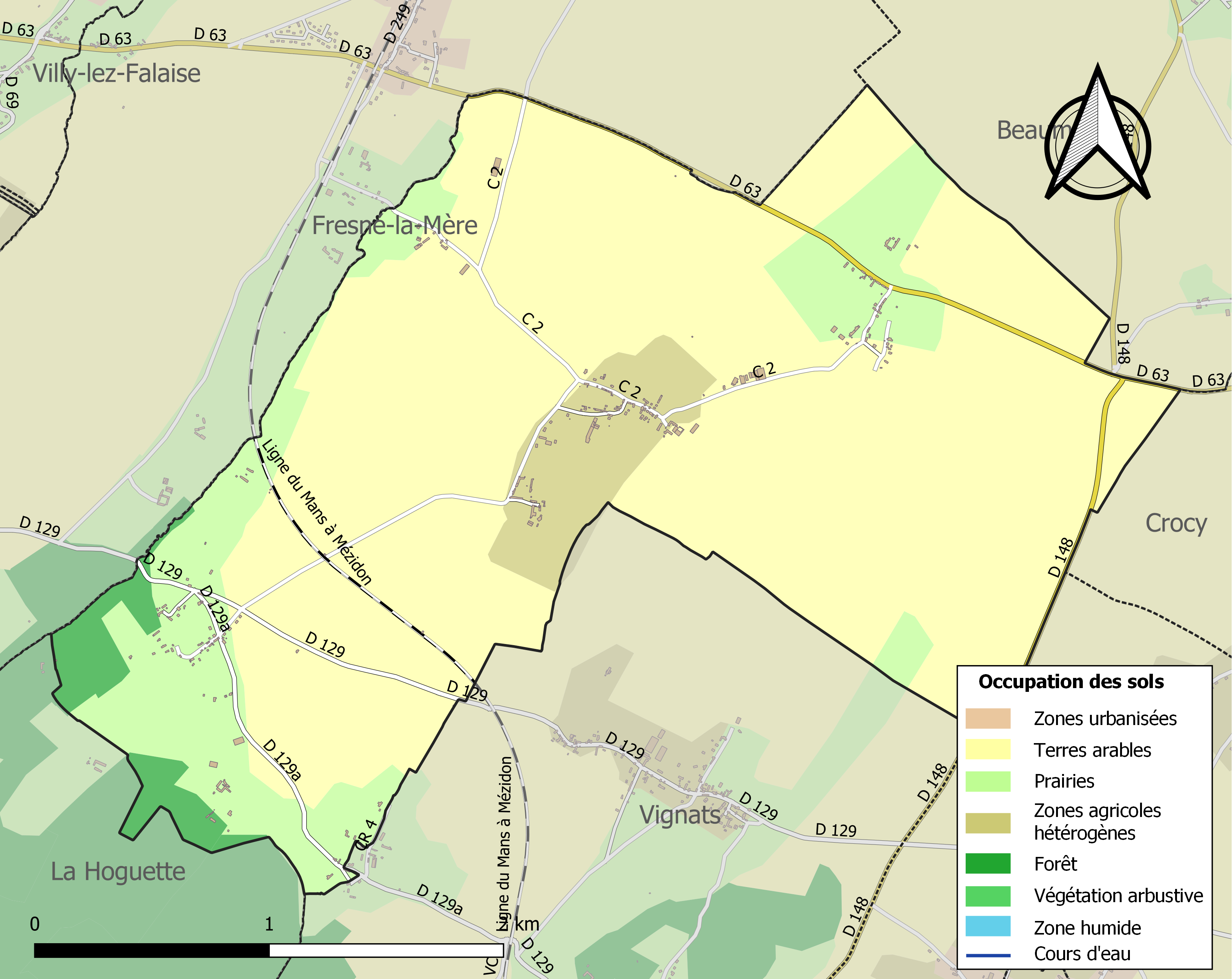
Carte des infrastructures et de l'occupation des sols de la commune en 2018 (CLC).

## Toponymie
Le nom de Pertheville est attesté sous les formes Perdue Ville au XIIe siècle (Charte de Saint-Jean de Falaise, n° 30) ; Perdita Villa au 1267 (idem) ; Perdeville en 1270 (idem) ; Bertheville en 1653 (carte de Tassin), Pertheville en 1793, Perteville en 1801, Pertheville-Ners en 1858.
La forme Perdue Ville au XIIe siècle est peut-être une mauvaise traduction d'après le latin médiéval. Il serait en fait issu d'un anthroponyme germanique Pertha. L'hypothèse d'un anthroponyme germanique est reprise par René Lepelley sous une forme un peu différente, à savoir Peratta, et de l'ancien français ville, dans son sens originel de « domaine rural ».
La commune de Ners a été réunie en 1858 à celle de Pertheville qui prend alors le nom de Pertheville-Ners.
Ners est attesté sous les formes Nerœ, Nervi, Ners, Neirs en 1153 et 1270 (charte de l'abbaye de Saint-André-en-Gouffern) ; Ner au XIVe siècle (tax. dec. dioc. Baioc.).
L'origine du toponyme Ners ne semble pas éclaircie.

## Histoire
En 1858, Pertheville (259 habitants en 1856) absorbe Ners (113 habitants),, au nord-est de son territoire.

## Politique et administration
| Période                                  | Période   | Identité         | Étiquette | Qualité                         |
| ---------------------------------------- | --------- | ---------------- | --------- | ------------------------------- |
| 1965                                     | 1990      | André Mallet     |           |                                 |
| 1990                                     | mars 2008 | Michel Mallet    | SE        | Agriculteur (fils du précédent) |
| mars 2008                                | mars 2014 | Joël Patard      | SE        | Instituteur                     |
| mars 2014                                | En cours  | Séverine Lepetit | SE        | Exploitante agricole            |
| Les données manquantes sont à compléter. |           |                  |           |                                 |

Le conseil municipal est composé de onze membres dont le maire et deux adjoints.

## Démographie
L'évolution du nombre d'habitants est connue à travers les recensements de la population effectués dans la commune depuis 1793. Pour les communes de moins de 10 000 habitants, une enquête de recensement portant sur toute la population est réalisée tous les cinq ans, les populations de référence des années intermédiaires étant quant à elles estimées par interpolation ou extrapolation. Pour la commune, le premier recensement exhaustif entrant dans le cadre du nouveau dispositif a été réalisé en 2005.
En 2022, la commune comptait 236 habitants, en évolution de −3,67 % par rapport à 2016 (Calvados : +1,58 %, France hors Mayotte : +2,11 %).
Pertheville-Ners a compté jusqu'à 374 habitants en 1861, à la suite de la fusion des deux communes 1858, mais Pertheville et Ners totalisaient 491 habitants lors du premier recensement républicain en 1793 (respectivement 328 et 163).
| 1793 | 1800 | 1806 | 1821 | 1831 | 1836 | 1841 | 1846 | 1851 |
| ---- | ---- | ---- | ---- | ---- | ---- | ---- | ---- | ---- |
| 328  | 225  | 288  | 289  | 320  | 297  | 309  | 291  | 269  |

| 1856 | 1861 | 1866 | 1872 | 1876 | 1881 | 1886 | 1891 | 1896 |
| ---- | ---- | ---- | ---- | ---- | ---- | ---- | ---- | ---- |
| 259  | 374  | 341  | 323  | 306  | 287  | 259  | 256  | 228  |

| 1901 | 1906 | 1911 | 1921 | 1926 | 1931 | 1936 | 1946 | 1954 |
| ---- | ---- | ---- | ---- | ---- | ---- | ---- | ---- | ---- |
| 226  | 229  | 207  | 180  | 196  | 176  | 171  | 195  | 246  |

| 1962 | 1968 | 1975 | 1982 | 1990 | 1999 | 2005 | 2006 | 2010 |
| ---- | ---- | ---- | ---- | ---- | ---- | ---- | ---- | ---- |
| 214  | 191  | 179  | 197  | 188  | 209  | 228  | 235  | 250  |

| 2015 | 2020 | 2022 | - | - | - | - | - | - |
| ---- | ---- | ---- | - | - | - | - | - | - |
| 246  | 238  | 236  | - | - | - | - | - | - |

## Lieux et monuments
- Église Saint-Aubin de Ners.
- Église Saint-Pierre de Pertheville, du XVIIIe siècle.
- Château de Pertheville (XVe siècle).
- Ferme du Chêne Sec.
- Château du Petit Saussay.
- Manoir de Ners.